# Korczunek (województwo lubelskie)
Korczunek – kolonia w Polsce położona w województwie lubelskim, w powiecie hrubieszowskim, w gminie Dołhobyczów.
W latach 1975–1998 miejscowość administracyjnie należała do województwa zamojskiego.
Wierni Kościoła rzymskokatolickiego należą do parafii św. Stanisława w Wiszniowie.